# 정기승
정기승(鄭起勝, 1928년 7월 23일 충청남도 공주시 ~ )은 대한민국의 법조인이다.
공주고등학교와 서울대학교 법과대학을 졸업하고 1956년 제8회 고등고시 사법과에 합격하였다.
대전지방법원 판사를 시작으로 홍성지원장, 서울형사, 민사지방법원 부장판사, 사법연수원 부원장, 서울민사, 형사지방법원장을 거쳐 1985년 전두환 대통령에 의하여 대법원 판사에 임명되었다.
1988년 노태우 대통령에 의하여 대법원장으로 지명되었으나, 국회 본회의에서 대법원장 임명 동의안이 부결되어 대법원장이 되지 못하였다.
1998년 '헌법을 생각하는 변호사 모임'을 창립하여 회장이 되었다.
2009년 서울대 법대 동창회는 제17회 ‘자랑스러운 서울법대인’으로 정기승 전 대법원 판사를 선정했다.